# Nastrofita
La nastrofita és un mineral de la classe dels fosfats. Rep el nom pels seus components químics essencials: sodi (Na), estronci i fosfat.

## Característiques
La nastrofita és un fosfat de fórmula química Na(Sr,Ba)PO₄·9H₂O. La seva duresa a l'escala de Mohs és 2.
Segons la classificació de Nickel-Strunz, la nastrofita pertany a «02.CJ: Fosfats sense anions addicionals, amb H₂O, només amb cations de mida gran» juntament amb els següents minerals: estercorita, mundrabil·laïta, swaknoïta, nabafita, haidingerita, vladimirita, ferrarisita, machatschkiïta, faunouxita, rauenthalita, brockita, grayita, rabdofana-(Ce), rabdofana-(La), rabdofana-(Nd), tristramita, smirnovskita, ardealita, brushita, churchita-(Y), farmacolita, churchita-(Nd), mcnearita, dorfmanita, sincosita, bariosincosita, catalanoïta, guerinita i ningyoïta.

## Formació i jaciments
Aquesta espècie va ser descrita a partir de mostres obtingudes en dues muntanyes de la província russa de Múrmansk: el mont Al·luaiv i el mont Karnasurt. Al proper massís de Khibini ha estat descrita també al mont Kukisvumtxorr i a la mina de ferro Kovdor Zheleznyi. Fora de Rússia també ha estat trobada a la pegmatita de Rožná, a la Regió de Vysočina (República Txeca).